# Black Box (hudební skupina)
Black Box (později Blackbox) je italská hudební skupina hrající house music koncem 80. a začátkem 90. let 20. století.

## Diskografie

### Alba
- Dreamland (1990)
- Mixed Up! / Remixland (1991)
- Positive Vibration (1995)
- Hits & Mixes (1998)

### Singly
- "Ride on Time" (1989)
- "I Don't Know Anybody Else" (1990)
- "Everybody Everybody" (1990)
- "" (1990)
- "The Total Mix" (1990)
- "Strike It Up" (1991)
- "Open Your Eyes" (1991)
- "Bright on Time" (1991)
- "Hold On" (1992)
- "Rockin' to the Music" (1993)
- "Not Anyone" (1995)
- "I Got the Vibration/A Positive Vibration" (1996)
- "A Native New Yorker" (1997)
- "Everybody Everybody" (Benny Benassi Remix) (2007)